# 대학 예복

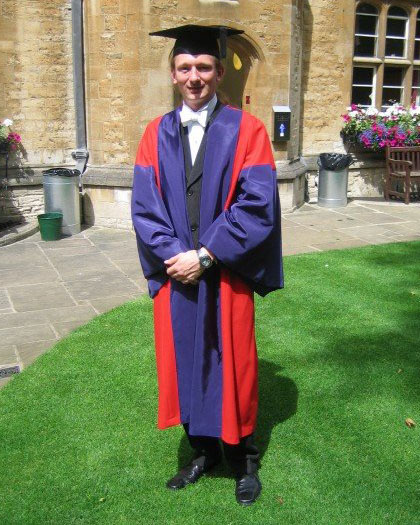
옥스퍼드 대학의 철학박사 예복

대학 예복(大學禮服, 영어: academic dress, academical dress, academicals, academic regalia) 또는 학사복(學士服)은 대학교의 졸업식에서 착용하는 제복이다. 대학교의 졸업식에 참석하는 교수들도 착용하며 방문객과 축하객들은 착용하지 않는다. 이때 학사모도 함께 착용한다. 검은 가운으로 되어 있다.

## 같이 보기
- 학사모
- 졸업